# جويل سيلفيرا
جويل سيلفيرا (بالبرتغالية: Joel Silveira‏) هو كاتب وصحفي برازيلي، ولد في 23 سبتمبر 1918 في لاغارتو في البرازيل، وتوفي في 15 أغسطس 2007 في ريو دي جانيرو في البرازيل.